# Jan Pieter Schotte
Jan Pieter Schotte (29 de abril de 1928 - 10 de janeiro de 2005) foi um cardeal belga e funcionário da Cúria Romana.

## Biografia
Ele nasceu em 29 de abril de 1928 na cidade de Beveren-Leie (agora parte de Waregem ) na província de Flandres Ocidental . Ingressou na Congregação do Imaculado Coração de Maria (Missionários do CICM) em 1946. Foi ordenado sacerdote em 1952. De 1953 a 1956, estudou direito canônico na Universidade Católica de Leuven , na Bélgica, e de 1962 a 1963 na Universidade Católica. da América em Washington DC. De 1955 a 1962 foi professor de direito canônico no seminário teológico do CICM em Leuven e de 1957 a 1962 professor assistente no Instituto Superior de Ciências Religiosas da Universidade Católica de Leuven.Bélgica. Foi vice-reitor do seminário teológico do CICM em Leuven de 1956 a 1962. Em 1963 tornou-se reitor do seminário missionário Imaculado Coração em Washington DC, onde serviu até 1966. Em 1967 veio a Roma como Secretário Geral da Congregação. do Imaculado Coração de Maria, cargo que ocupou até 1972.
Jan Schotte tornou-se bispo em 1984 e arcebispo em 1985. Em 26 de novembro de 1994, recebeu o chapéu vermelho do cardeal . O Cardeal Schotte foi o Secretário Geral do Sínodo dos Bispos de 1985 até 2004, deixando o cargo quando o Papa João Paulo II aceitou a renúncia que Schotte havia submetido em 2003 ao atingir o limite de idade. Ele foi presidente do Escritório do Trabalho da Sé Apostólica desde 1989 até sua morte.
O Cardeal Schotte morreu em 10 de janeiro de 2005 na Policlínica da Universidade Agostino Gemelli, em Roma. Ele foi enterrado em sua diácona de São Julião dos Flandres em Roma. Se ele tivesse sobrevivido ao papa João Paulo II , que proferiu a homilia em seu funeral - o último enquanto João Paulo estava vivo.

## Link
- Biographical notes on Cardinal Schotte, Vatican Website
- Another biographical note